# Jane Jensen
Jane Elizabeth Jensen (* 28. Januar 1963 in Palmerton, Pennsylvania als Jane Elizabeth Smith) ist eine US-amerikanische Schriftstellerin und Spieledesignerin. Bekannt wurde sie durch ihre Abenteuer-Serie Gabriel Knight von Sierra Entertainment.

## Karriere
Jane Jensen wurde als Jane Elizabeth Smith geboren. Nach dem Abschluss ihres Studiums mit dem Bachelor of Arts der Fachrichtung Computer Science an der Anderson University in Indiana arbeitete sie zunächst als Systemprogrammiererin für Hewlett-Packard. Ihre Karriere in der Spieleentwicklung begann bei Sierra On-Line als Autorin für Police Quest 3: The Kindred und EcoQuest: The Search for Cetus, die beide im Jahr 1991 veröffentlicht wurden. Kurz darauf arbeitete sie als Designerin gemeinsam mit Roberta Williams an der Entwicklung von King’s Quest VI: Heir Today, Gone Tomorrow.
Im Anschluss erhielt Jane Jensen erstmals die Hauptverantwortung für ein Spieleprojekt und, wie bei Sierra unter Ken Williams üblich, auch die Freiheit, dabei eigene Vorstellungen umzusetzen. Das fertige Spiel kam 1993 als Gabriel Knight: Sins of the Fathers auf den Markt. Die düstere und auf übernatürlichen Kräften basierende Handlung unterschied sich deutlich von den vorherigen Sierra-Adventures, erhielt jedoch sehr gute Pressekritiken, und die beiden amerikanischen Spielemagazine Computer Gaming World und Computer Games Strategy Plus verliehen Gabriel Knight den Titel Adventure des Jahres (engl.: Adventure Game of the Year). Ein Zweites Gabriel Knight Mystery-Adventures folgte 1995 als The Beast Within: A Gabriel Knight Mystery und erhielt bei Computer Gaming World sogar die Auszeichnung als Spiel des Jahres '96 (engl.:Game of the Year). Nicht nur Handlung der Spiele, auch die für die ersten beiden Teile erschienenen Begleitromane stammten aus Jane Jensens Feder. 1999 folgte mit Gabriel Knight 3: Blood of the Sacred, Blood of the Damned  noch ein dritter Teil.
Im gleichen Jahr schied Jane Jensen jedoch aus dem Unternehmen aus, nachdem Sierra schon drei Jahre zuvor aufgekauft und über mehrere Zwischenstationen bei der französischen Vivendi-Gruppe gelandet war. Noch im gleichen Jahr veröffentlichte sie den Mystery-Thriller Millennium Rising, ihr erstes eigenständiges Buch, das später auch nochmal unter dem Titel Judgment Day neu aufgelegt wurde. Ihr 2003 erschienener Science-Fiction-Roman Dante’s Equation wurde für den Philip K. Dick Award nominiert. Ab 2003 arbeitete Jensen an mehreren Spielen des Casual-Games-Anbieter Oberon Media, den sie selbst mitbegründet hatte. 2011 verließ sie das Unternehmen wieder und arbeitete zunächst für Zynga. Zusammen mit dem deutschen Spielepublisher dtp entertainment entwarf sie das Adventure Gray Matter, das nach Verzögerung und einem Wechsel des Entwicklerstudios vom ungarischen Tonuzuba auf die französische Firma Wizarbox im Jahr 2010 veröffentlicht wurde.
Jane Jensen ist verheiratet mit dem ehemaligen Sierra-Spielekomponisten Robert Holmes, der unter anderem die Begleitmusik zur Gabriel-Knights-Reihe und Gray Matter schrieb. Mit ihm und seiner Tochter Raleigh aus früherer Ehe lebt sie auf einer Farm in Mount Joy, Lancaster County, Pennsylvania. Dort gründete das Ehepaar im Jahr 2012 ein eigenes Entwicklungsstudio namens Pinkerton Road und kündigte an, Spiele künftig im Rahmen eines als Community Supported Gaming (CSG) bezeichneten Modells entwickeln zu wollen, vergleichbar dem in der Landwirtschaft etablierten Community Supported Agriculture (CSA). Mit dieser Ankündigung startete eine Kampagne auf der Crowdfunding-Plattform Kickstarter, um durch den Gewinn von CSG-Mitgliedern das erste Jahr des neuen Studios zu finanzieren und die Entwicklung eines ersten Spiels zu ermöglichen. Die Kampagne verlief erfolgreich und konnte das bei 300.000 US-Dollar veranschlagte Projektziel um mehr als ein Drittel übertreffen.
Seit 2013 veröffentlicht Jensen unter dem Pseudonym Eli Easton Liebesromane mit schwulen Protagonisten. Jensen zufolge hat sie das Genre 2012 als Leserin entdeckt, und während sie stets Probleme gehabt hätte, heterosexuelle Liebesgeschichten zu schreiben, ginge ihr das Schreiben schwuler Geschichten leicht von der Hand. Bis Ende 2016 veröffentlichte sie unter dem Namen Eli Easton 23 Novellen und Romane.
Neben der Veröffentlichung des über Kickstarter finanzierten Spiels Möbius: Empire Rising kündigte Jensen an, im Laufe des Jahres 2014 eine Neuauflage des ersten Gabriel Knight als Jubiläums-Edition veröffentlichen. Sie erschien im Oktober 2014.

## Ludografie
- 1991: EcoQuest: The Search for Cetus
- 1991: Police Quest 3: The Kindred
- 1992: Roberta Williams’ Laura Bow in: The Dagger of Amon Ra (als Sprechstimme)
- 1992: King’s Quest VI: Heir Today, Gone Tomorrow
- 1993: Pepper’s Adventures in Time
- 1993: Gabriel Knight: Sins of the Fathers
- 1995: The Beast Within: A Gabriel Knight Mystery
- 1999: Gabriel Knight 3: Blood of the Sacred, Blood of the Damned
- 2003: Inspector Parker
- 2004: BeTrapped!
- 2007: Agatha Christie: Death on the Nile
- 2007: Agatha Christie: Peril at End House
- 2007: Women’s Murder Club: Death in Scarlet
- 2008: Dr. Lynch: Grave Secrets
- 2008: Women’s Murder Club: A Darker Shade Of Grey
- 2009: Women’s Murder Club: Twice in a Blue Moon
- 2009: Deadtime Stories
- 2010: Gray Matter
- 2011: Dying for Daylight
- 2012: Lola and Lucy’s Big Adventure (ein interaktives Kinderbuch)
- 2013: Cognition: An Erica Reed Thriller
- 2014: Moebius: Empire Rising
- 2014: Gabriel Knight: Sins of the Fathers 20th Anniversary Edition

## Bibliografie
- 1997: Gabriel Knight: Sins of the Fathers (Roc, ISBN 978-0-451-45607-6)
- 1998: The Beast Within: A Gabriel Knight Mystery (Roc, ISBN 978-0-451-45621-2)
- 1999: Millennium Rising (Del Rey, ISBN 978-0-345-43034-2)
- 2003: Dante’s Equation (Del Rey, ISBN 978-0-345-43037-3)
- 2016: Kingdom Come: An Elizabeth Harris Novel (Berkley, ISBN 978-0-425-28289-2)
- 2016: In the Land of Milk and Honey: An Elizabeth Harris Novel (Berkley, ISBN 978-0-425-28290-8)

### Als Eli Easton
- 2013: Before I Wake
- 2013: The Lion and the Crow
- 2013: Superhero
- 2013: The Trouble with Tony
- 2013: Puzzle Me This
- 2013: Blame it on the Mistletoe
- 2013: A Prairie Dog’s Love Song
- 2013: The Enlightenment of Daniel
- 2014: Heaven Can't Wait
- 2014: The Mating of Michael
- 2014: Unwrapping Hank
- 2015: A Midwinter Night's Dream
- 2015: How to Howl at the Moon
- 2015: How to Walk like a Man
- 2016: The Stolen Suitor
- 2016: A Second Harvest
- 2016: Falling Down
- 2016: Merry Christmas, Mr. Miggles
- 2016: How to Wish Upon a Star
- 2017: Desperately Seeking Santa
- 2017: Five Dares
- 2017: How to Save a Life
- 2017: Tender Mercies
- 2018: Robby Riverton: Mail Order Bride
- 2018: Boy Shattered
- 2019: Angels Sing
- 2019: How to Run With the Wolves
- 2019: Family Camp
- 2019: Christmas Angel
- 2020: The Redemption of River
- 2020: Billy and the Beast
- 2021: One Trick Pony
- 2021: Schooling the Jock
- 2021: Coaching the Nerd
- 2021: Head to Head